# 館林市
館林市（日语：／ Tatebayashi shi */?）是群馬縣東南部的城市。在古代是以城下町的形式發展。現任市長為須藤和臣。現在的上皇后美智子的祖父與父親的出身地就在該市。

## 行政
- 市長

須藤 和臣（すとう かずおみ）
- 市議會:定數24名（2006年9月24日改選、有權者數 62,931名、投票率 62.62%）

## 經濟

### 地方企業
- 正田醤油
- 館林烏龍麵
- とりせん (TORISEN)

### 購物中心
- 生活創庫館林店

## 友好城市
- 中華人民共和國昆山市
- 澳大利亞Maroochydore

## 教育

### 大學・短大
- 私立關東短期大學（大谷町）

### 高等學校
- 群馬縣立館林高等學校（富士原町）
- 群馬縣立館林女子高等學校（尾曳町）
- 私立關東學園大學附屬高等學校（大谷町）

### 中學校
- 館林市立第一中學校（台宿町）
- 館林市立第二中學校（加法師町）
- 館林市立第三中學校（青柳町）
- 館林市立第四中學校（上赤生田町）
- 館林市立多々良中學校（西高根町）

### 小學校
- 館林市立第一小學校（代官町）
- 館林市立第二小學校（本町三丁目）
- 館林市立第三小學校（尾曳町）
- 館林市立第四小學校（大島町）
- 館林市立第五小學校（羽附町）
- 館林市立第六小學校（新宿二丁目）
- 館林市立第七小學校（上三林町）
- 館林市立第八小學校（西高根町）
- 館林市立第九小學校（足次町）
- 館林市立第十小學校（近藤町）
- 館林市立美園小學校（美園町）

### 養護學校
- 館林市立養護學校（上三林町）

## 交通

### 鐵道
東武鐵道
- 伊勢崎線：茂林寺前站 - 館林站 - 多多良站
- 佐野線：館林駅 - 渡瀬站
- 小泉線：館林站 - 成島站

### 道路

#### 高速道路
- 東北自動車道館林交流道

#### 國道
- 國道122号
- 國道354号

#### 縣道
- 群馬縣道2号前橋館林線
- 群馬縣道7號佐野行田線
- 群馬縣道8號足利館林線
- 群馬縣道57號館林藤岡線
- 群馬縣道83號熊谷館林線
- 群馬縣道314號古戸館林線
- 群馬縣道361號矢島大泉線

## 名人
- 田山花袋：小說家
- 向井千秋：外科醫生、日本第一位女性太空人